# Puig de la Força
El Puig de la Força és una muntanya de 739 metres que es troba entre els municipis de Tavertet i de Vilanova de Sau, a la comarca d'Osona.
Al costat s'hi troben les restes del castell de Cornil
Aquest cim esta inclòs al llistat dels 100 cims de la FEEC.